# Hannoversche Waggonfabrik
A Hannoversche Waggonfabrik AG (HAWA) foi uma empresa estabelecida em Hanôver-Linden que produziu veículos ferroviários, bondes, automóveis, implementos agrícolas e aeronaves. Foi fundada em 1898 como Hannoversche Holzverarbeitungungs und Waggonfabriken AG, tendo seu nome sido mudado por algumas vezes até sua falência em 1933 devido a dificuldades financeiras impostas também pela Grande Depressão.
Mesmo tendo encerrado suas atividades há mais de 80 anos, a história permanece. Um de seus produtos, um carro elétrico denominado Hawa 40 Volt Elektro-Kleinwagen está sendo reformado e em breve deve ser testado por um grupo chamado "Hanomag". Um dos motivos pelo qual o veículo não obteve sucesso em seu lançamento, continua sendo um empecilho aos carros elétricos modernos: a distância que podem percorrer sem recarregar.

## História

### Origens

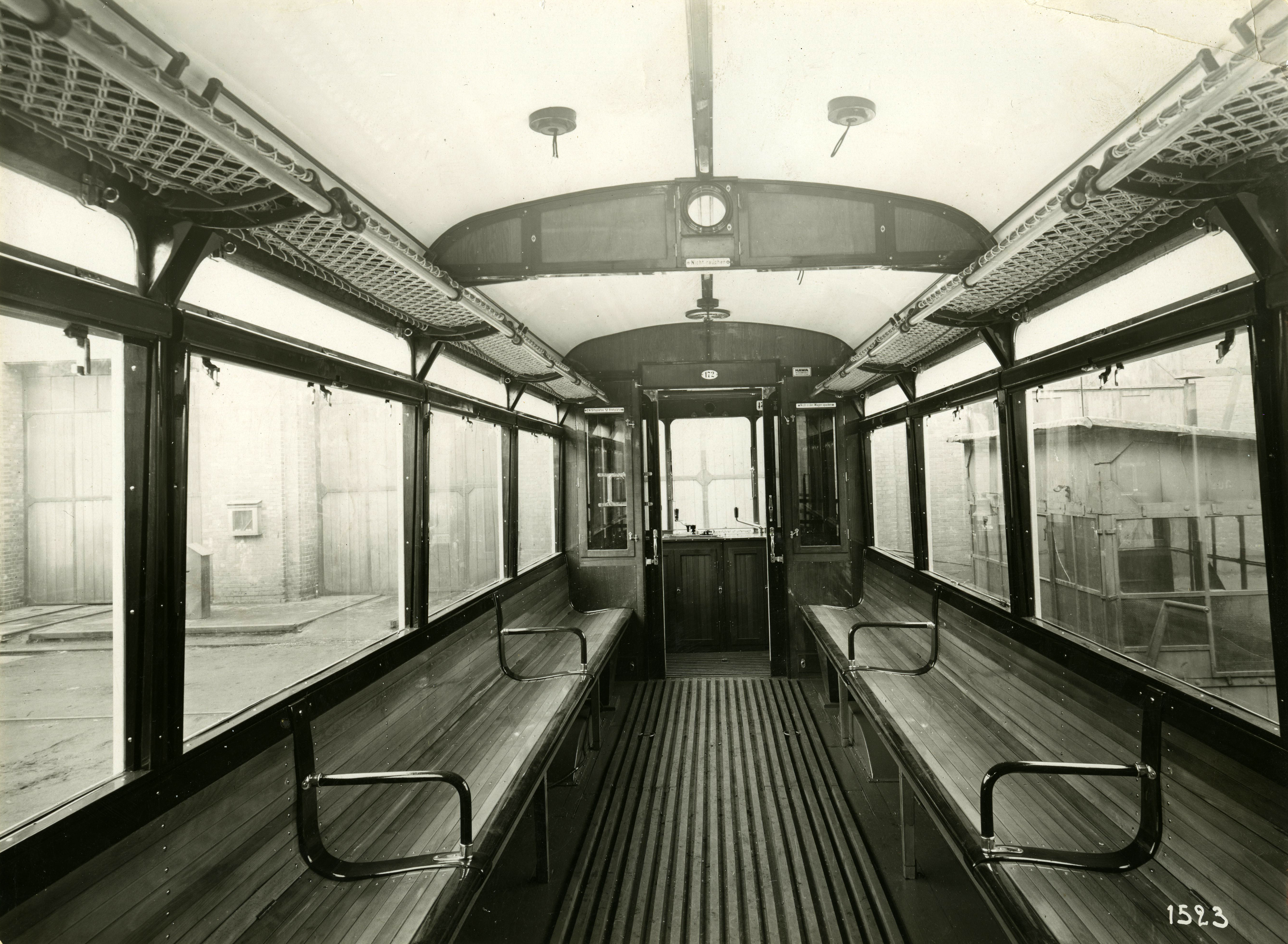
Foto interna de um Üstra Tw 172 ("Stahlwagen" - "carro de aço")

O construtor de rodas para peças de artilharia Heinrich Christian Oelschläger operava desde 1830 em Linden sua fábrica. Seu filho, o empresário Friedrich Oelschläger, recebeu permissão em 1857 para fabricar carruagens. Ele também fabricava partes individuais, como rodas, barras de tração, eixos e também fazia reparos.
O negócio foi transferido para Wilhelm Buschbaum, com seu sócio Fritz Holland, que assegurou a expansão e o programa de construção para o aumento da fábrica. Quando havia uma grande necessidade para veículos ferroviários, a empresa alternou para a construção de vagões. Em 1891, receberam o primeiro pedido para a produção de 25 carros americanos para o sistema de Hanôver. Após outros pedidos de bondes para Brunsvique e Stadthagen, em 1895 receberam o primeiro pedido para veículos ferroviários de transporte de carga e passageiros para a ferrovia Börßum-Hornburg.
Após Max Menzel ter obtido suporte financeiro do banco Ephraim Meyer & Sohn, chegou-se à empresa Buschbaum & Holland e após longas negociações, fundaram uma nova empresa. Esta foi fundada em um momento de estagnação; seus fábricas de vagões haviam sido fundadas naquele ano. Termos de pagamento desfavoráveis e preços fortemente depreciados atrasaram o crescimento apesar do grande número de pedidos. Após ter sido bem-sucedida em receber pedidos internacionais significativos, especialmente de bondes, juntamente com a AEG venceram estas dificuldades.

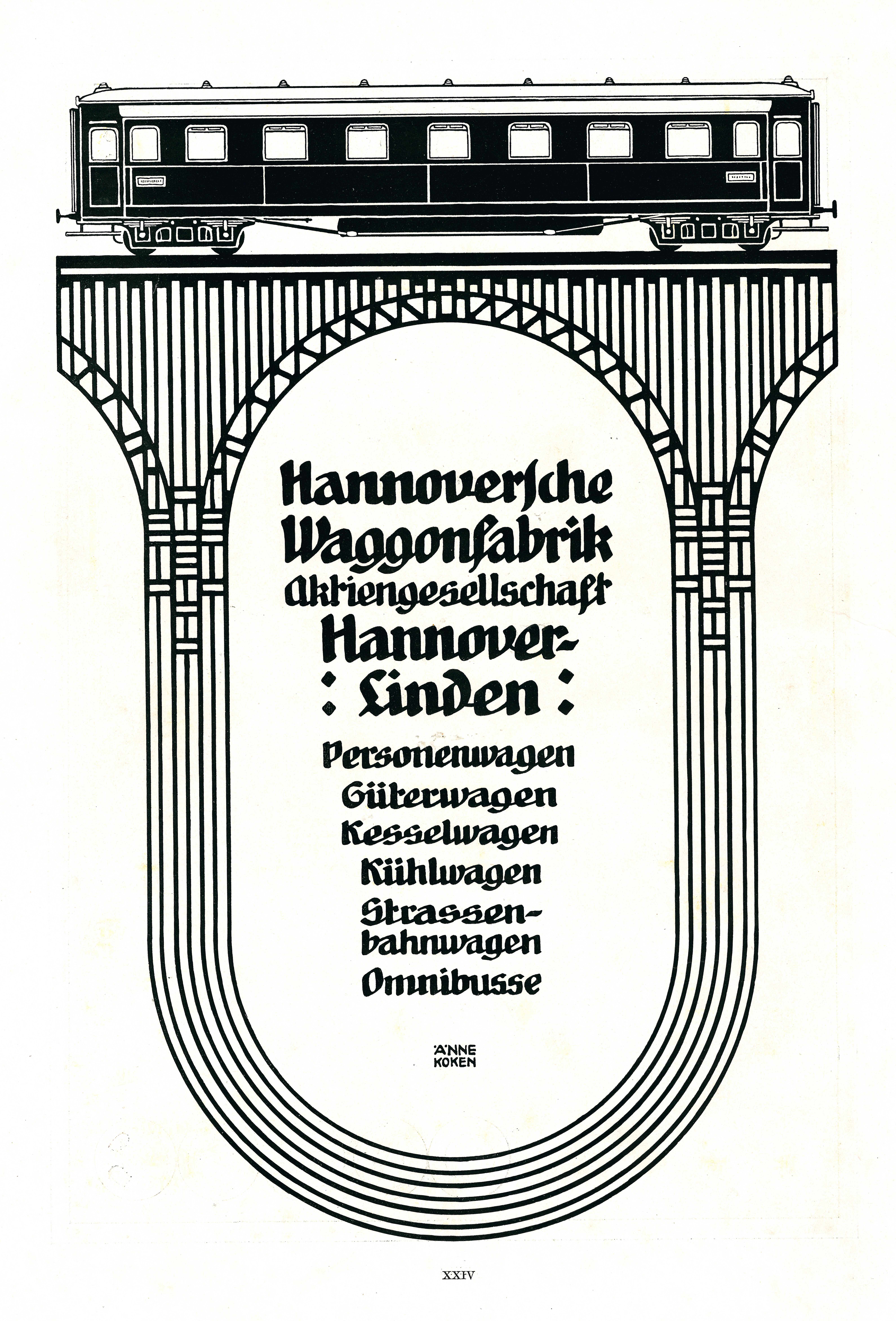
Anúncio de página inteira listando os produtos: vagões de passageiros, vagões de carga, vagões-tanque, carros refrigerados, bondes, ônibus;
Jornal ilustrado de 20 de abril de 1911, assinado por Änne Koken

### Fundação

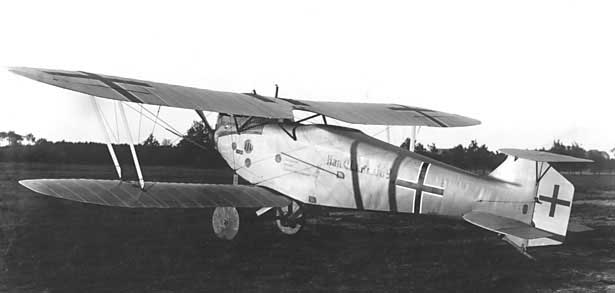
Um Hannover CL. II de 1918

A empresa foi fundada em 6 de fevereiro de 1898 em Linden, próximo a Hanôver como Hannoversche Holzverarbeitungungs und Waggonfabriken AG (anteriormente Max Menzel und Buschbaum & Holland). A empresa estava empenhada na construção de vagões e marcenaria, especialmente na produção e utilização de todos os tipos de sistemas ferroviários, bondes e outros vagões, produzindo e vendendo todos os itens necessários para equipar as ferrovias e outros meios de transporte. Em 1904, o nome da empresa foi alterado para Hannoversche Waggonfabrik AG e em 1925 para Hannoversche Waggonfabrik AG (Hawa).
A Hawa era conhecida por seus times esportivos. Em 1921 e 1922 o Hawa-Alexandria Hanover foi vice-campeão no torneio de rugby na Alemanha.
Logo após a hiperinflação alemã, a Hawa foi à falência pela primeira vez, com sérias dificuldades de pagamento ao banco Ephraim Meyer & Sohn em 1924. O banco emitiu uma garantia a ser resgatada em um título Hawa e agora precisava ser apoiado por um consórcio de outros bancos privados iniciado pelo Reichsbank. Como resultado, a família Meyer, fundador do negócio, perdeu suas ações no banco; estas foram assumidas pelo banco ZH Gumpel.
Em 14 de dezembro de 1931, a Hawa teve de registrar um procedimento jurídico como resultado da Grande Depressão. Em 17 de fevereiro de 1932, decidiu-se por liquidar a empresa.
Após a falência em 1933, uma moderna fábrica de processamento de alumínio foi construída a partir de 1935 na antiga sede da Hawa, pela Vereinigte Leichtmetall-Werke GmbH (VLM), que esteve baseada em Bonn desde 1918.

## Instalações na Estação Ferroviária de Linden

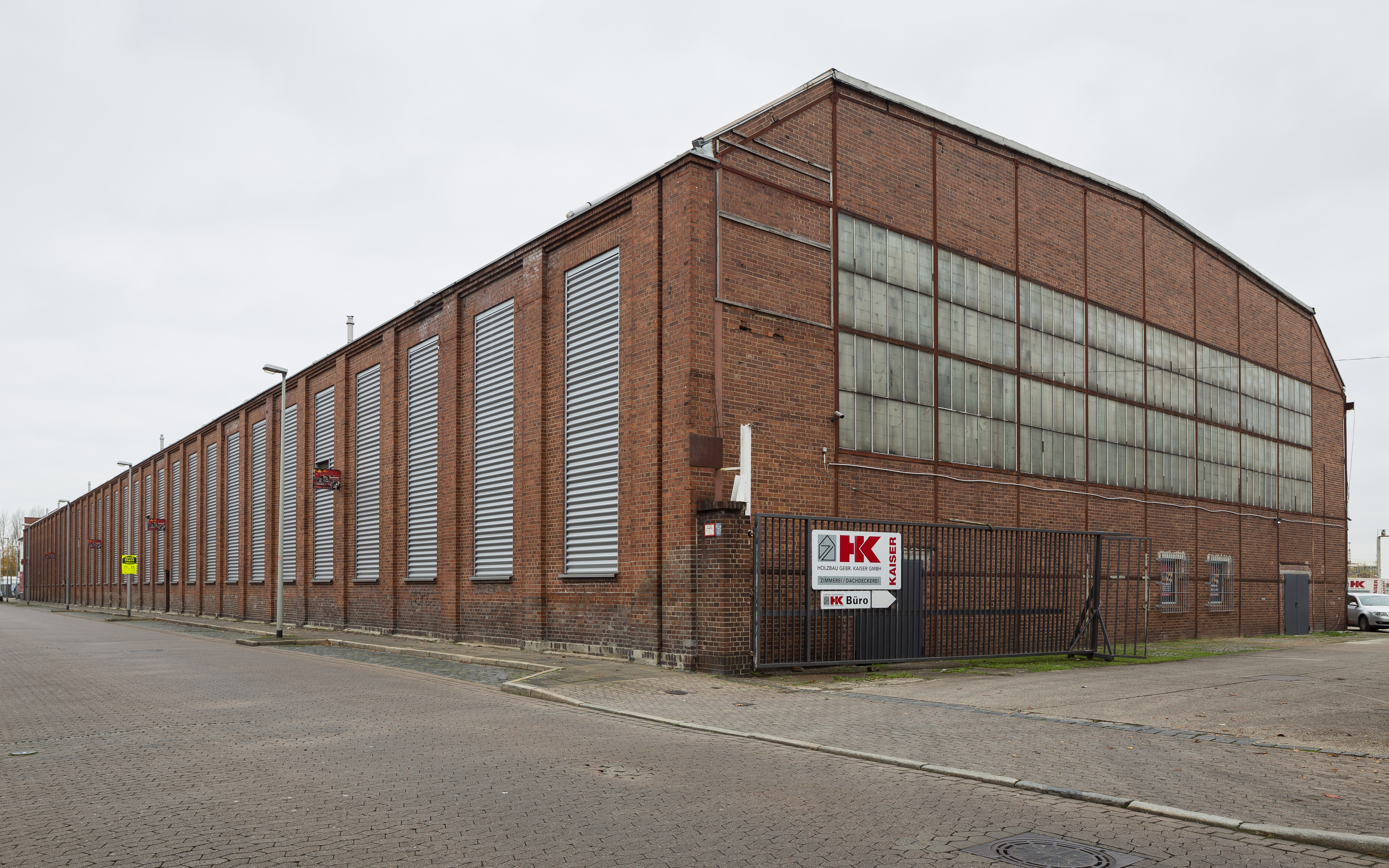
Antiga fábrica com 130 m de comprimento em Schlorumpfsweg

Na década de 1890, a Hawa adquiriu uma nova propriedade a sul da estação ferroviária de Linden Fischerhof.
Em 1914, outro incêndio destruiu uma grande parte das instalações da fábrica. A Hawa subsequentemente contratou o famoso arquiteto Peter Behrenswith para projetar a reconstrução. Na época, era comum que engenheiros projetassem os interiores de prédios industriais enquanto arquitetos preocupavam-se a com a aparência externa. Esta separação normalmente trazia um contraste entre o interior funcional e uma fachada ricamente decorada. Behrens viu a construção da fábrica toda como um problema arquitetônico. Ele foi auxiliado nesta tarefa pela eletrificação, permitindo que os arquitetos construíssem as construções de dentro para fora. Peter Behrens projetou duas grandes fábricas para a Hawa, construídas nos anos após 1914. Uma delas era um barracão de três corredores para a montagem de vagões, baseado em uma estrutura de barras retas. As extensões triangulares no teto forneciam iluminação para cada um dos corredores. A segunda fábrica era para o trabalho com madeira. Para isso, Behrens usou uma construção de concreto reforçado com uma estrutura em três pontos, permitindo um interior sem colunas. Dois pequenos corredores laterais foram conectados ao barracão principal. Uma estrutura de conexão ligava os dois barracões em um único complexo. Os três prédios receberam uma fachada similar, apesar das estruturas internas serem diferentes. A fachada de Schlorumpfsweg tinha 110 m de comprimento. As construções eram consideradas um ponto alto da arquitetura industrial de Linden. Das construções que Behrens fez para a Hawa durante a Primeira Guerra Mundial, "[...] infelizmente apenas alguns resquícios da fachada de Schlorumpfsweg" sobreviveram.
Nos anos após a guerra, a economia desenvolveu-se favoravelmente às indústrias em Linden. Na Hawa, uma nova sede foi construída em 1919 na então Göttinger Chaussee, com prédios da fábrica atrás dela. Pouco ao oeste, diretamente nos trilhos da ferrovia, uma nova fábrica, equipada com uma torre de água, foi construída em 1923. Estas construções eram localizados na antiga fábrica de açúcar de Linden, local adquirido pela Hawa em 1916.
Em 1935, a Vereinigte Leichtmetall-Werke, baseada em Bonn, construiu uma moderna fábrica de processamento de alumínio no local da antiga Hawa.

## Produtos

„HAN“-Flieger sobre as instalações da fábrica;
Anúncio no jornal ilustrado, número 202 de 1918, assinado por Blumer

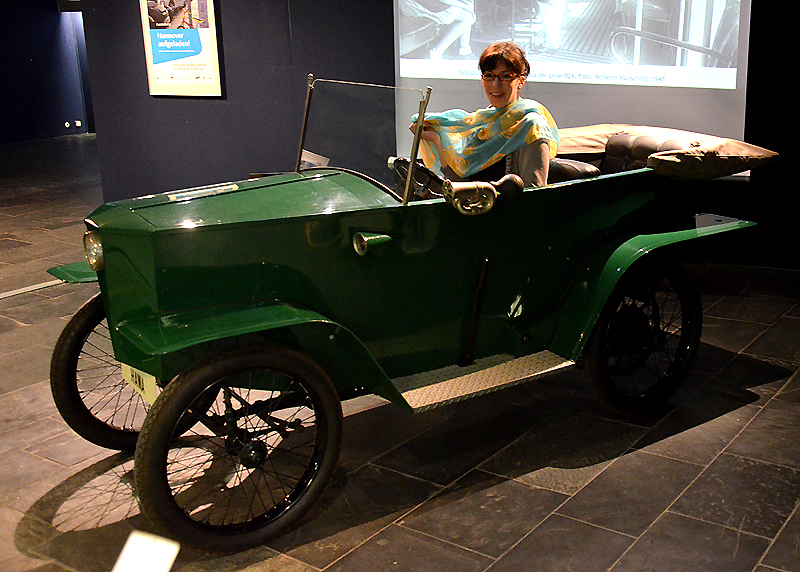
Um Hawa 40 Volt Elektro-Kleinwagen no Museu Histórico de Hanôver; com Kathleen Biercamp, co-curadora da exibição Hannover aufgeladen!...

A Hawa tinha uma ampla gama de produtos, de implementos agrícolas, debulhadoras, carros elétricos, veículos terrestres e ferroviários, além de aeronaves e planadores.

### Veículos ferroviários
A Hawa produziu vagões ferroviários, dentre outras coisas, para o equipamento inicial da Companhia Ferroviária Nordhausen-Wernigeroder Railway Company.
Produziu também bondes para o sistema de Hanôver, Berlim, Friburgo, Gießen, Hof, Haia, Nordhausen e Trondheim.
No total, a empresa produziu cerca de 45.000 carros para trens e bondes em seus trinta anos de história. Durante a Primeira Guerra Mundial, foram produzidos carros ferroviários militares para o transporte de munição e provisões, bem como carros de hospital e carro-restaurante.

### Aeronaves
Inicialmente, serviu como uma oficina para reparos de aeronaves, iniciando com a produção de novas aeronaves e peças baseada em sua experiência na construção de estruturas de madeira. Na primavera de 1915, iniciou a produção sob licença do Aviatik C, posteriormente Rumpler C.Ia e Halberstadt D.II. Para este propósito, a Hawa criou um aeródromo em sua fábrica em Linden. As aeronaves produzidas e mantidas por ela podiam decolar e pousar deste aeródromo.
Desde setembro de 1916, o Eng. Hermann Dorner era o engenheiro chefe. A partir de 1917 a Hawa produziu seus próprios projetos, incluindo o bem sucedido Hannover CL. O planador Vampyr de 1921, considerado ancestral dos planadores modernos, foi projetado por estudantes da Universidade de Hanôver, que haviam sido pilotos durante a guerra, sendo construído pela Hawa.
O aeródromo da Hawa foi o primeiro aeroporto civil de Hanôver, pelo fato do aeródromo de Vahrenwald ser considerado uma instalação militar, com o uso civil inicialmente proibido após a guerra. Em 1928, foi substituído pelo aeródromo de Vahrenwald como aeroporto oficial de Hanôver, fechando em 1930.

### Veículos elétricos
De 1921 a 1923 a empresa produziu o pequeno veículo elétrico Hawa 40 Volt Elektro-Kleinwagen. Um dos dois veículos remanescentes está sendo reformado e deve ser testado em breve.

## Galeria

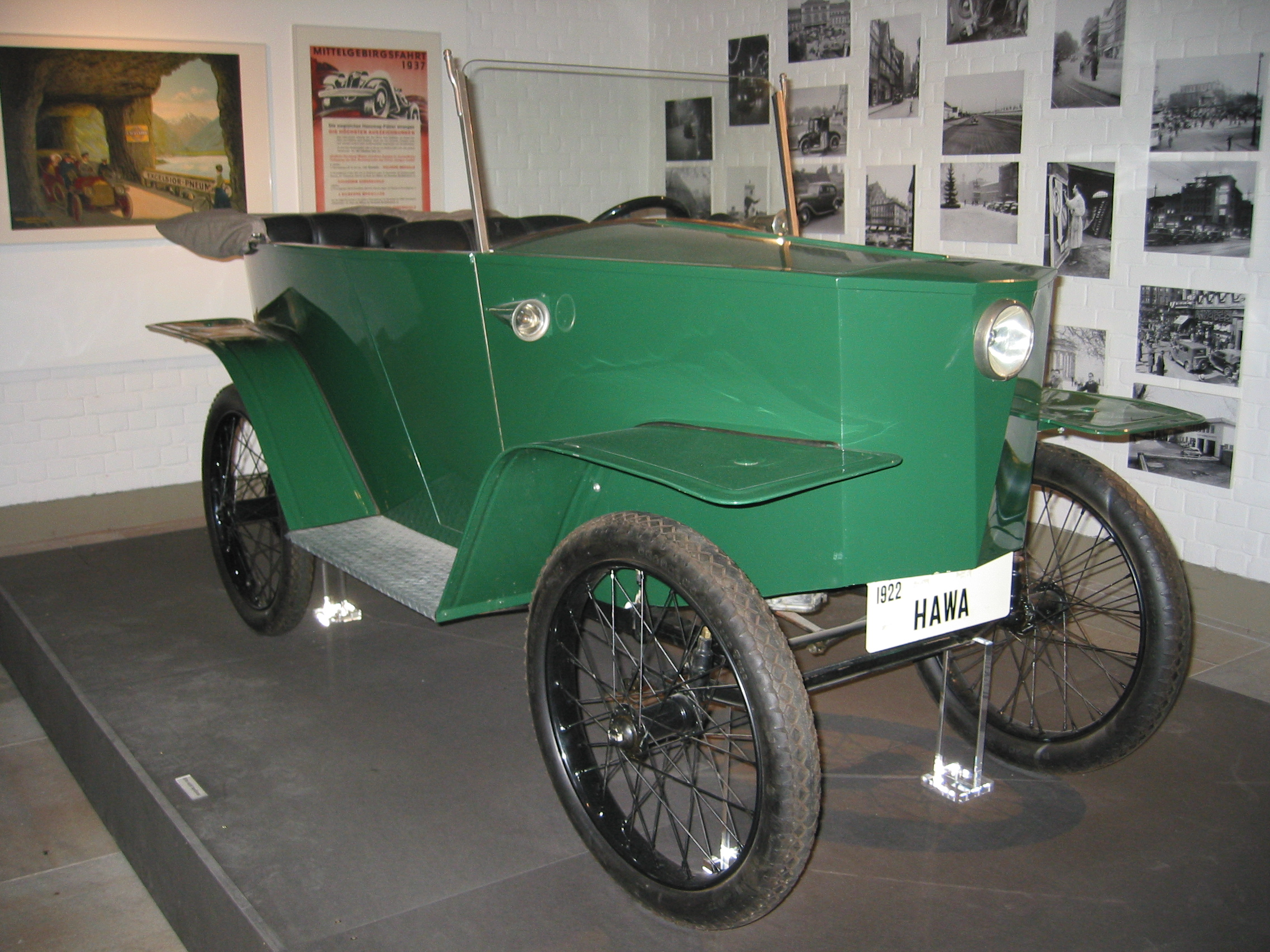
HAWA-Elektrowagen de 1922
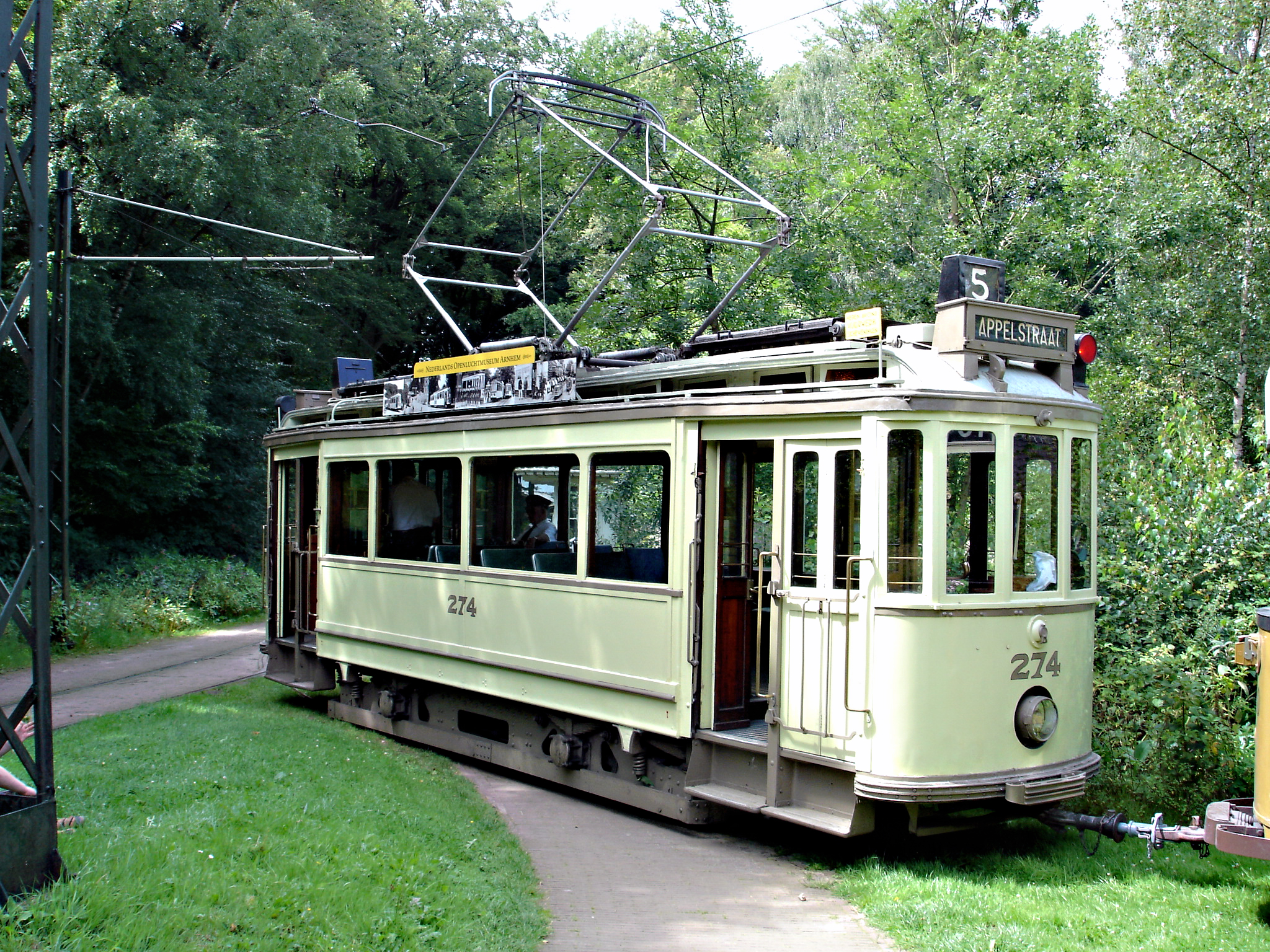
HAWA-Triebwagen 274 do sistema de transporte de Haia em 1921
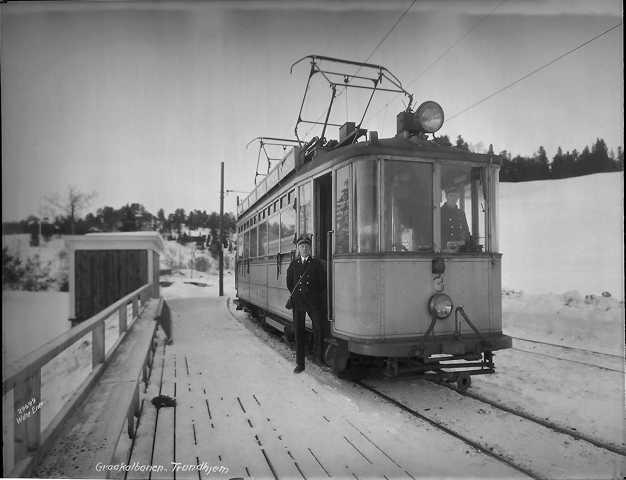
HAWA-Triebwagen do sistema de transporte de Trondheim em 1924
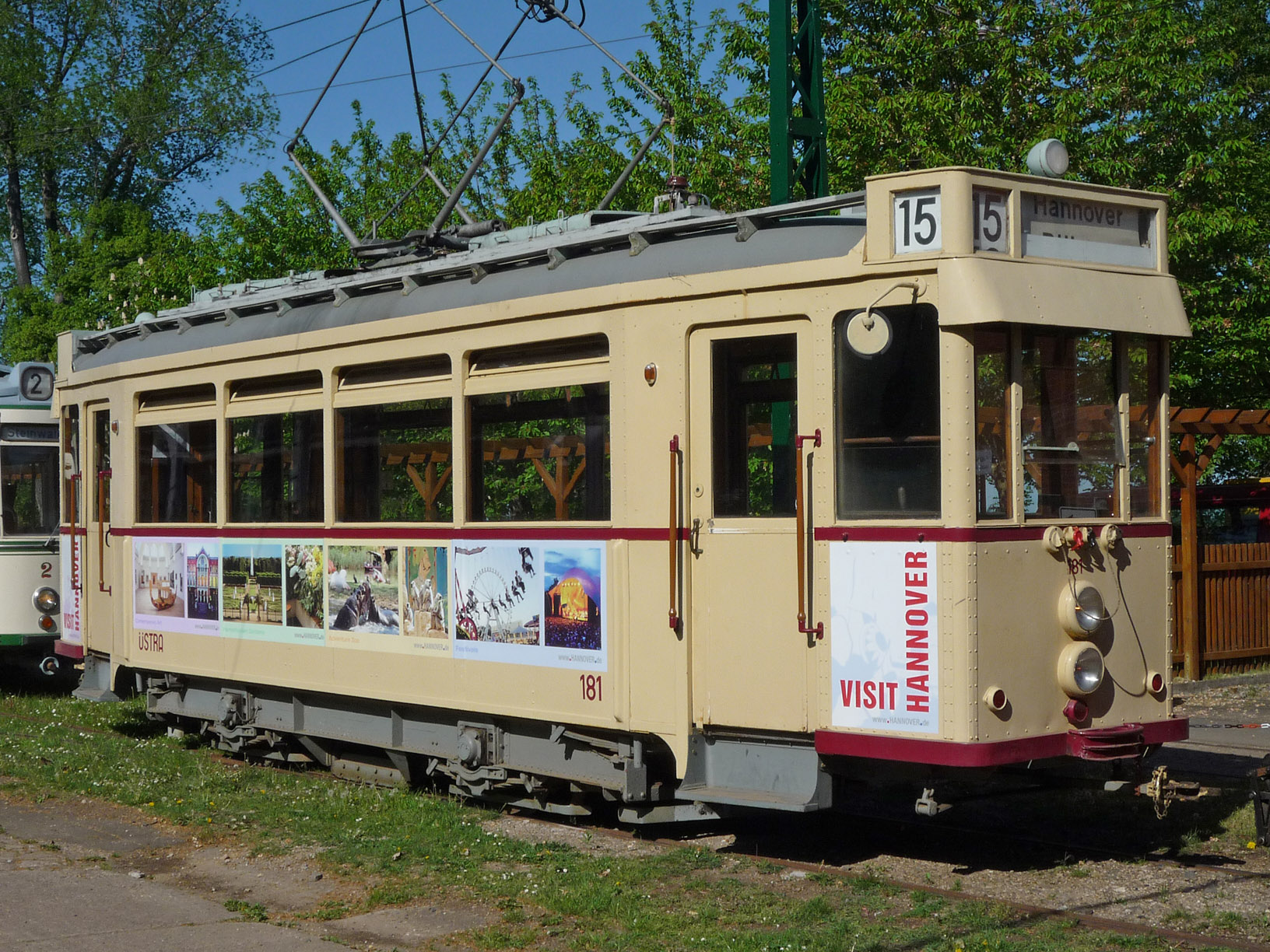
HAWA-Triebwagen do sistema de transporte de Hanôver em 1928